# Fact Check (álbum)
Fact Check es el quinto álbum de estudio en coreano (sexto en total) del grupo surcoreano NCT 127. Fue lanzado el 6 de octubre de 2023 por SM Entertainment y consiste de nueve pistas, incluyendo el sencillo principal del mismo nombre.

## Antecedentes y lanzamiento
El 16 de agosto de 2023, NCT 127 anunció que harían un regreso durante su actuación en NCT Nation: To the World. SM Entertainment confirmó las noticias el siguiente día, anunciando el título de su quinto álbum y su fecha de lanzamiento.

## Promoción
Para promocionar el álbum,se anunció que NCT 127 celebrará una "Noche de Festival" para presentar el álbum después de su lanzamiento. Ese mismo día, el grupo tuvo una conferencia de prensa, para conmemorar el lanzamiento del álbum. Las promociones del álbum se llevaron a cabo con solo 8 miembros del grupo, debido a que Taeil resultó con heridas por un accidente en motocicleta.

## Recepción de la crítica
La revista Rolling Stones le dio una reseña positiva al álbum, escribió, "Puedes escuchar la reciente maduración llenar incluso los rincones más alejados de Fact Check, que, sin alejarse de sus tendencias de cambios de género, está considerado y claramente articulado en estado de ánimo y emoción".

## Lista de canciones
| Fact Check |                                    |                                                 | |          |  |
| N.º        | Título                             | Letras                                          | Música | Duración |  |
| 1.         | «Fact Check (불가사의 / 不可思議)» | Wutan, Rick Bridges y Na Jeong-ah (153/Joombas) | Omega, Jordan Reyes, Young Chance y Justin Starling                                                                               | 3:04     |  |
| 2.         | «Space (무중력)»                   | Danke (Lalala Studio)                           | Omega, Bram Inscore y Andrew Pedersen                                                                                             | 3:08     |  |
| 3.         | «Parade (행진)»                    | Lee Na-yun (Jam Factory)                        | Dwayne "Dem Jointz" Abernathy, Jr., Cocoa Sarai y K.A.A.N.                                                                        | 3:25     |  |
| 4.         | «Angel Eyes»                       | Ellie Suh (153/Joombas), Taeyong y Mark         | James "JHart" Abrahart, Jeremy Dussolliet, Johnny Simpson, Jackson Foote, Jack Avery, Jonah Marais, Corbyn Besson, Taeyong y Mark | 3:04     |  |
| 5.         | «Yacht»                            | Shin Jin-hye (Jam Factory)                      | Michael McHenry, Larus Orn Arnarson, Kaine, Peter Fenn, Ray Anthony Smith y Caleb Tyrone Armstrong                                | 3:07     |  |
| 6.         | «Je Ne Sais Quoi»                  | Since                                           | Daniel Pattiata, Rico Greene y Ronnie Icon                                                                                        | 3:35     |  |
| 7.         | «Love is Beauty (별의 시)»         | Taeil, Yuhwa, Taeyong, Mark Lee y Mark]]        | The Breed, Mizzy Lott, San Yoon, Taeyong y Mark                                                                                   | 4:48     |  |
| 8.         | «Misty (소나기)»                   | Kang Eun-jeong, Taeyong y Mark                  | Charli Taft, Thomas Sardorf, Daniel Obi Klein, Taeyong y Mark                                                                     | 3:57     |  |
| 9.         | «Real Life»                        | Na Jeong-Ah (153/Joombas)                       | Corey James Sanders, Abrahart, Sylvester Willy Sivertsen y August Rigo                                                            | 3:32     |  |
| 31:44      |                                    |                                                 | |          |  |